# Subotica
Szabadka (croato: Subotica, alemão: Maria-Theresiopel) é uma cidade e município no norte da Sérvia, na província autônoma de Voivodina. Está localizado na latitude norte 46,07, 19,68 º Leste, cerca de 10 km da fronteira com a Hungria.
Subotica Contemporânea é a segunda maior cidade da região Vojvodina, atrás de Novi Sad, com uma população de 148.401 (segundo o censo 2002). É o centro administrativo do Distrito de Backa do Norte.
O sérvio é a língua mais empregada no cotidiano, mas o húngaro também é usado por quase um terço da população em suas conversas diárias. Ambas as línguas também são amplamente empregadas na sinalização comercial e oficial 